# Webers sats
Inom matematiken är Webers sats, uppkallad efter Heinrich Weber, ett resultat om algebraiska kurvor. Satsen lyder:
Betrakta två icke-singulära kurvor C och C′ med samma genus g > 1. Om det finns en rationell korrespondens φ mellan C och C′, då är φ en birationell transformation.